# Bart Carlier
Bart Carlier (Venlo, 1929. június 23. – Strasbourg, Franciaország, 2017. május 4.) válogatott holland labdarúgó, csatár.

## Pályafutása

### Klubcsapatban
1949 és 1959 között a VVV-Venlo csapatában játszott. 1952 és 1954 között egy-egy idényen át játszott a nyugatnémet 1. FC Köln, majd az FK Pirmasens együtteseiben. Az 1954–55-ös idényben a francia  RC Strasbourg játékosa volt. 1955 és 1958 között a Fortuna '54 labdarúgója volt és tagja volt az 1957-es holland kupagyőztes együttesnek. 1958 és 1964 között az AS Monaco csapatában szerepelt, ahol két-két bajnoki címet és francia kupa győzelmet ért el az együttessel. Az 1964–65-ös idényre hazatért Hollandiába és ismét a Fortuna játékosa volt. 1965-ben vonult vissza az aktív labdarúgástól.

### A válogatottban
1955 és 1957 között öt alkalommal szerepelt a holland válogatottban és két gólt szerzett.

## Sikerei, díjai
Fortuna '54
- Holland kupa (KNVB)
  - győztes: 1957

 AS Monaco
- Francia bajnokság (Ligue 1)
  - bajnok: 1960–61, 1962–63
- Francia kupa (Coupe de France)
  - győztes: 1960, 1963